# Bleckkirche

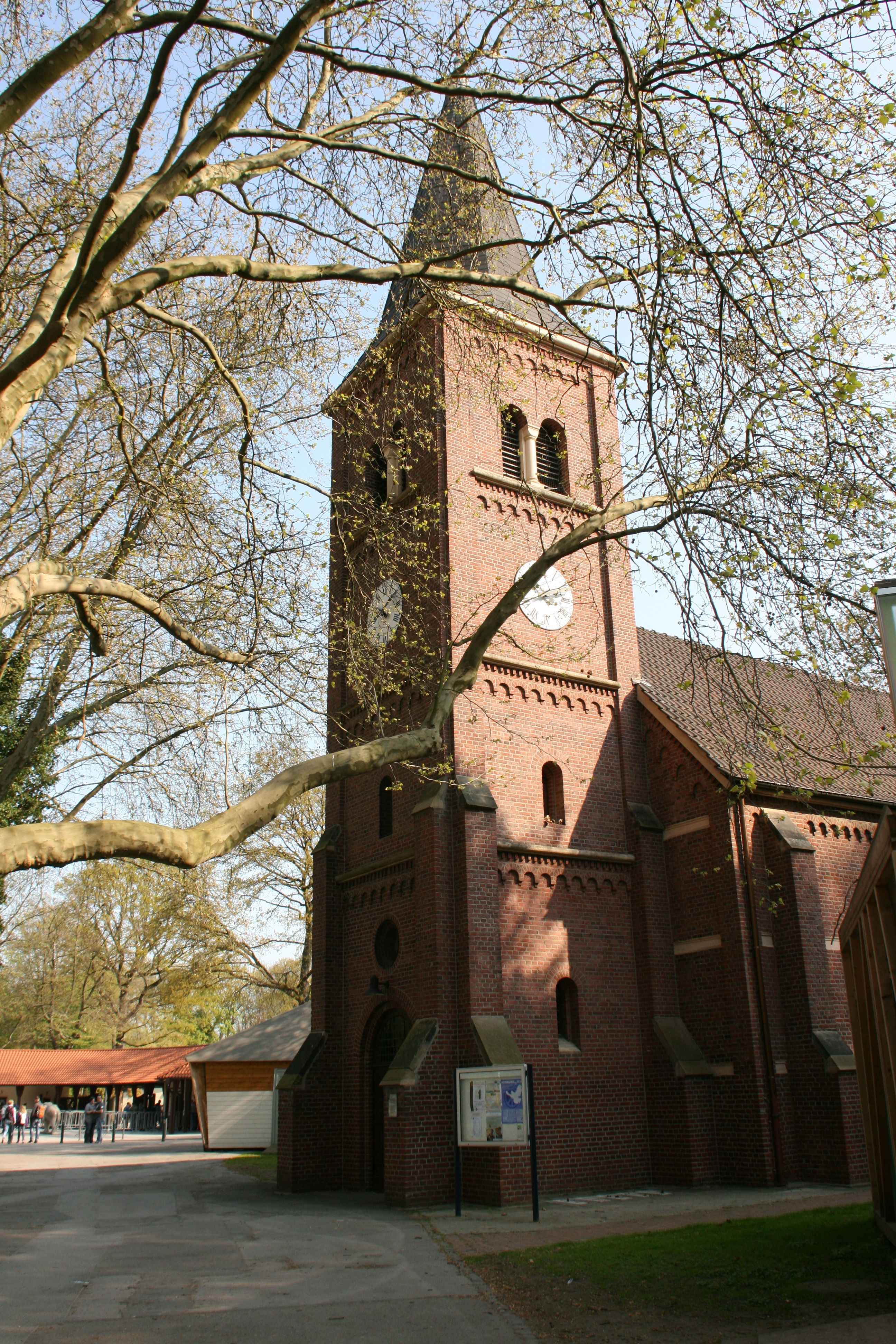
Bleckkirche, im Hintergrund Zooeingang

Die Bleckkirche ist ein denkmalgeschütztes Kirchengebäude in Bismarck, einem Stadtteil von Gelsenkirchen in Nordrhein-Westfalen. Sie liegt in unmittelbarer Nähe zur Zoom Erlebniswelt. Der Name der Kirche leitet sich vom Flurnamen „Auf dem Bleck“ ab, der eine niedrige, sandige Erhebung bezeichnet.

## Geschichte und Architektur

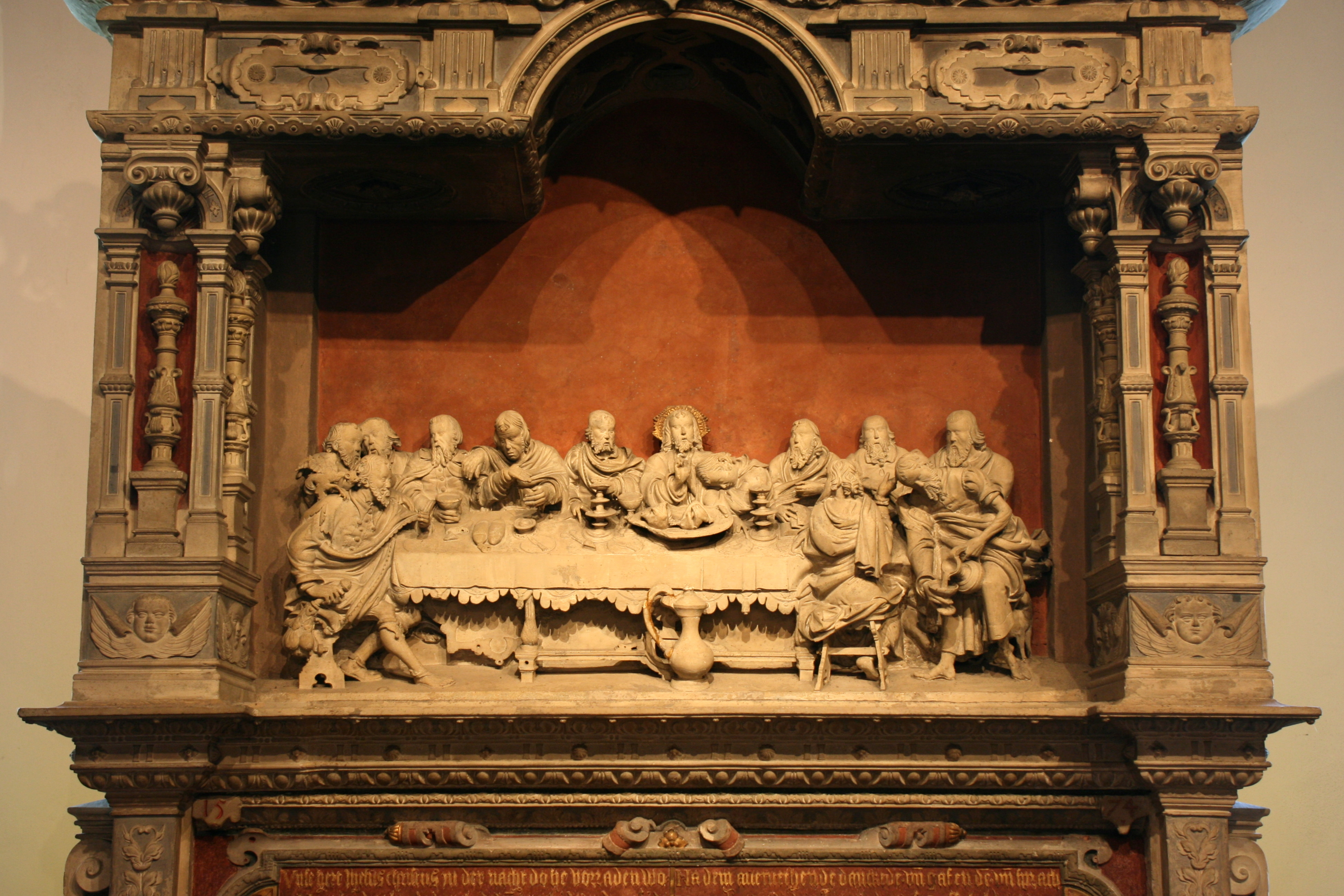
Abendmahlrelief

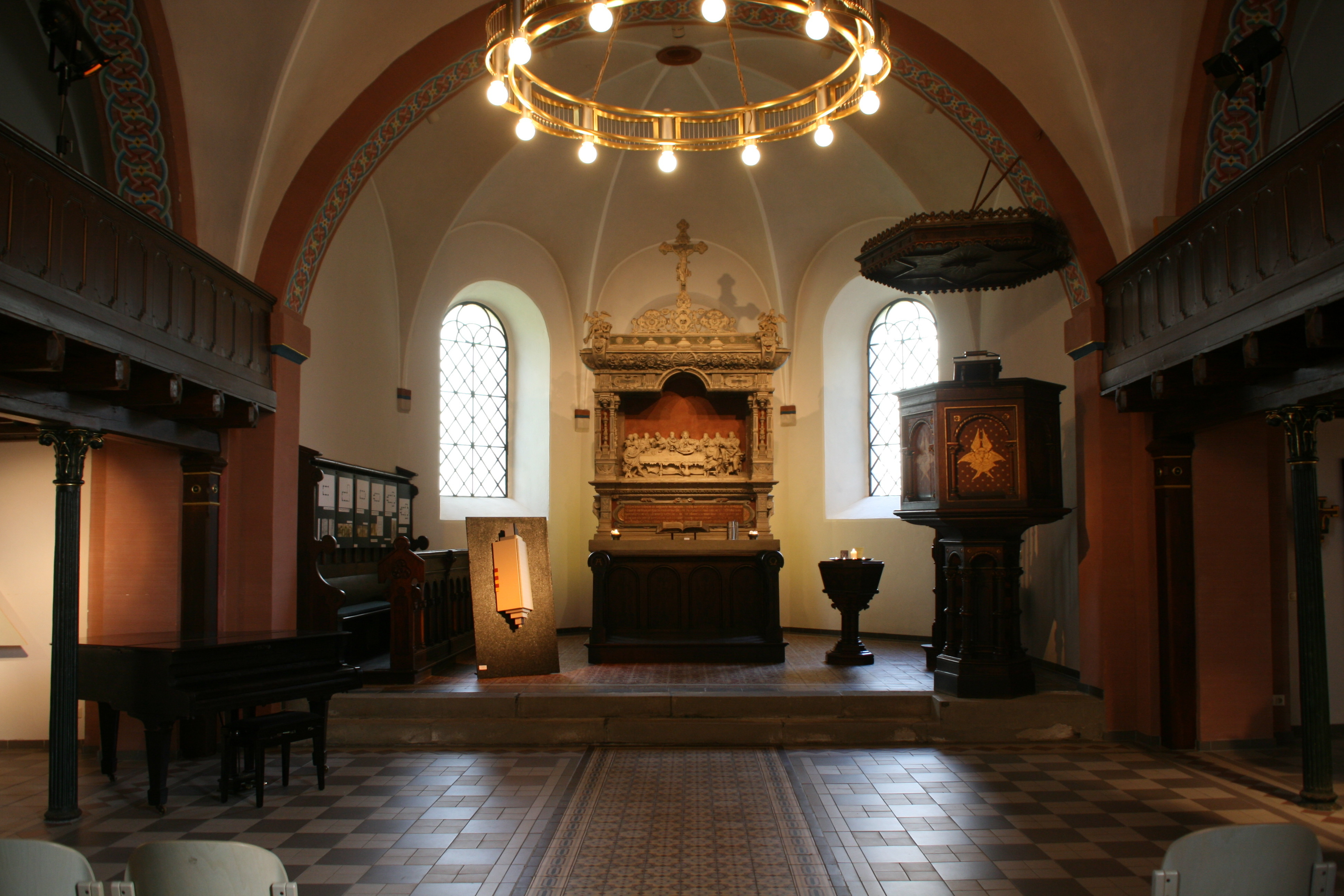
Blick in den Chor

Der damalige katholische Schlossherr von Schloss Grimberg, Johann Hermann Franz Graf von Nesselrode, musste 1735 für seine evangelischen Untertanen „am Bleck“ eine Kirche errichten lassen. Es wurde eine kleine, zweijochige Saalkirche gebaut. Diese erweiterte der Bochumer Baumeister Hellhammer 1888/89 zu einem neuromanischen Backsteinsaal mit Westturm und einem Querschiff sowie einem Chor im 5/8-Schluss.
Heute wird die Bleckkirche vom Ev. Kirchenkreis Gelsenkirchen und Wattenscheid als synodale Stadtkirche genutzt. Sie ist einerseits ein Ort für besondere Gottesdienste und kirchliche Feiern. Andererseits dient sie als „Kirche der Kulturen“ der interkulturelle Arbeit wie Ausstellungen, Konzerte, Theater, Lesungen und ähnliches. Als Kirche für die Stadt lädt sie alle ein, die an dieser Verbindung interessiert sind, ohne Blick auf Konfession, Kirchenmitgliedschaft oder Religionszugehörigkeit. Die verantwortliche Leitung für das Projekt trägt seit 1996 Pfarrer Thomas Schöps.

## Ausstattung
Der Steinaltar wurde 1574 für die Schlosskapelle des Schlosses Grimberg geschaffen. Er zeigt ein Abendmahlrelief in einem reich ornamentierten Gehäuse und die niederdeutsche Inschrift der Einsetzungsworte aus dem 1. Korintherbrief des Paulus (1 Kor 11,23–25 ). 1738 wurde der Altar aus der Schlosskapelle in die Bleckkirche überführt.
Weiterhin ein Kruzifix mit dem Stifterwappen des Heinrich Knipping, Herr auf Grimberg, und dessen Frau Sybille von Nesselrode. Dies ist eines der frühesten von der Reformation bestimmten Retabel in Westfalen. Die in dieser Gegend ungewöhnliche Gestaltung ist an Grabmalentwürfe des Cornelis Floris angelehnt.